# Pisidium pseudosphaerium
Pisidium pseudosphaerium е вид мида от семейство Sphaeriidae.

## Разпространение
Видът е разпространен в Австрия, България, Великобритания (Северна Ирландия), Германия, Дания, Ирландия, Италия, Нидерландия, Норвегия, Полша, Словакия, Украйна, Унгария, Финландия, Франция, Чехия, Швейцария и Швеция.